# Golądkowo
Golądkowo is een plaats in het Poolse district  Pułtuski, woiwodschap Mazovië. De plaats maakt deel uit van de gemeente Winnica en telt 260 inwoners.